# Lago Nueltin
Il lago Nueltin (per i Chipewyan nu-thel-tin-tu-ch-eh) è un lago del Canada situato lungo il confine tra la provincia del Manitoba e il territorio del Nunavut. Il lago, che ha una superficie di 1.851 km², è prevalentemente contenuto nella Regione di Kivalliq nel Nunavut.
Sulla sponda del Manitoba c'è un aeroporto (il Nueltin Lake Airport) che serve la struttura ricettiva della zona, che accoglie prevalentemente pescatori. Il lago è diviso in due parti da una serie di sbarramenti.
Nel 1949 il governo del Canada trasferì sul lago Neultin un gruppo di inuit dal lago Ennadai, gli ihalmiut, ma la caccia si dimostrò povera e non rimasero a lungo nella zona.